# 1353 هـ
1353 هـ هي سنة في التقويم الهجري امتدت مقابلةً في التقويم الميلادي بين سنتي 1934 و1935.

## مواليد
- حمزة عباس حسين
- علي السالوس
- محمود محمد الطناحي
- هاشم الرفاعي
- عبد الله بن سليمان الحصين
- صالح بن ناصر الخزيم
- راشد عبد العزيز الراشد
- صالح بن عبد الرحمن الأطرم
- عبد المحسن العباد
- فريد قرني
- فواز بن عبد العزيز آل سعود
- محمد السيد الدسوقي
- محمد بن دخيل العصيمي
- مزيد عبد الرحمن الصانع
- نايف بن عبد العزيز آل سعود

### ذو القعدة
- 25 ذو القعدة - محمد باقر الصدر، مرجع ديني شيعي عراقي ومفكر وفيلسوف إسلامي ومؤسس حزب الدعوة بالعراق.

## وفيات
- أبو القاسم أحمد هاشم
- أحمد زكي باشا
- أنتوني آشلي بيفان
- الطاهر الحداد
- باول فون هيندنبورغ
- حجاب بن عبدالمحسن بن نحيت
- حجاب بن نحيت
- محمد السمالوطي
- ممدوح الشريف
- أبو القاسم الشابي
- علي بابصيل
- محمد عبد العزيز الرفاعي